# Intelligentsia

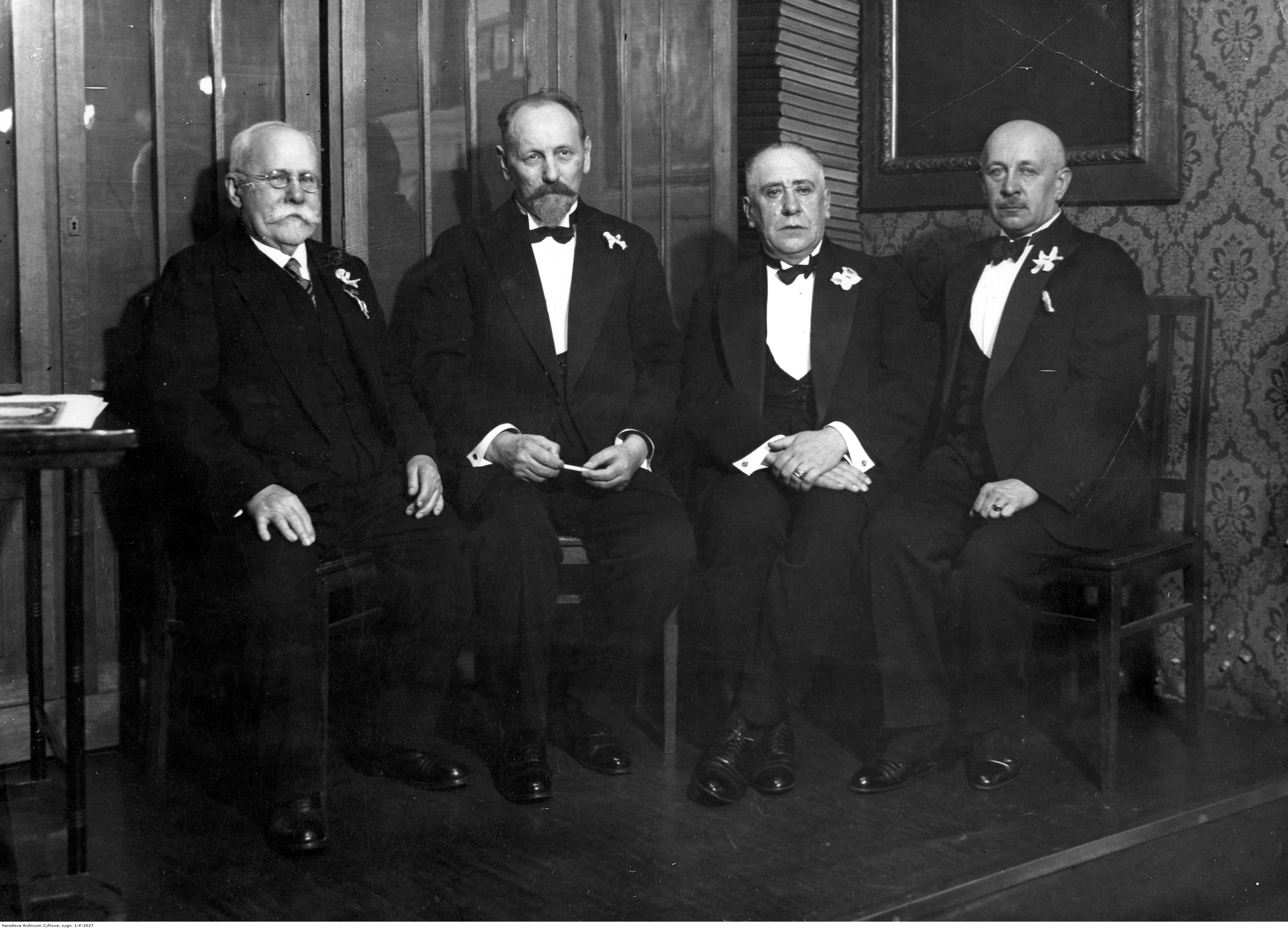
Entrega de diplomas a escritores y periodistas polacos 25 de abril de 1934

La intelligentsia o, en transliteración al español, inteliguentsia (del latín intelligentia) es una clase social compuesta por personas involucradas en complejas actividades mentales y creativas orientadas al desarrollo y la diseminación de la cultura, incluyendo intelectuales, académicos, profesores, periodistas, escritores y grupos sociales cercanos a ellos. El término ha sido tomado del ruso интеллигенция (transliterado como intelliguéntsiya), o bien del polaco inteligencja. Los dos, a su vez, derivaron de la palabra francesa intelligence. Al comienzo, el término se aplicó en el contexto de Polonia, Rusia y, más tarde, la Unión Soviética, y tuvo un significado más estrecho basado en la autodefinición de una cierta categoría de intelectuales.

## Historia del concepto
La noción de una élite intelectual como un estrato social distinguido tiene orígenes lejanos en la historia. Por ejemplo, los reyes filósofos y los guardianes de la República de Platón, y los monjes de la Europa medieval, quienes ahora son vistos como custodios de la historia y la cultura.
El primer uso del término intelligentsia (en ruso: интеллигенция) parece haber ocurrido en el Imperio ruso en la primera mitad del siglo xix. Por ejemplo, la palabra aparece casualmente en los diarios de Vasili Zhukovski, datados en 1836. En Polonia —o, más precisamente, en la Gran Polonia (entonces una parte de Prusia)—, el término fue popularizado en un sentido más cercano al presente por el filósofo polaco Karol Libelt, y su uso se extendió en la ciencia polaca luego de la publicación de su O miłości ojczyzny (Sobre el amor a la patria) en 1844. En esta obra, definía a la inteligencja como aquellos miembros educados de la población que asumen un rol de liderazgo en calidad de académicos, profesores, clérigos, abogados  o ingenieros, y «que se guían por la razón de su superior iluminación». El término fue también popularizado por un escritor ruso, Piotr Boborykin, en la década de 1860. Boborykin se proclamó como «padrino» de la noción en 1904.
De aquí, el término se extendió a otros idiomas. En inglés, la palabra se aplica frecuentemente para describir la intelligentsia en los países de Europa Central y Europa del Este en los siglos xix y xx. La distinción se basaba en la situación cultural y económica de los intelectuales en esos países, diferente a la que existía en Europa Occidental o en Norteamérica. Asimismo, la emergencia de sectores de elites intelectuales o personas con buena formación y cultura ha sido observada en otros países de Europa; por ejemplo, los intellectuels en Francia, o los Gebildete o la Bildungsbürgertum en Alemania. Sin embargo, en el Imperio ruso, este proceso tuvo características propias. Estas diferencias fueron causadas por distintos procesos históricos, cuya influencia está aún en disputa por los historiadores. La presencia de regímenes autocráticos de larga duración o un bajo nivel de educación general en estos países durante el siglo xix se cuentan entre estos factores. Esta situación pudo haber motivado a los intelectuales locales a elaborar un sistema de valores comunes y un sentido de empatía mutua.
Adicionalmente, la intelligentsia en Europa Central y del Este, dividida mayormente por cuestiones nacionales, desarrolló un sentido de responsabilidad por la propia nación, incluyendo la creencia de que el progreso de esta dependía del nivel cultural de la intelligentsia nacional. Esta confianza llevó con frecuencia a la intelligentsia de Europa del Este a ocupar el rol de una inexistente oposición política, y las posiciones tomadas por la intelligentsia han tenido consecuencias significativas en las revoluciones o movimientos de liberación nacional en Europa Central y del Este.